# Spirit of St. Louis

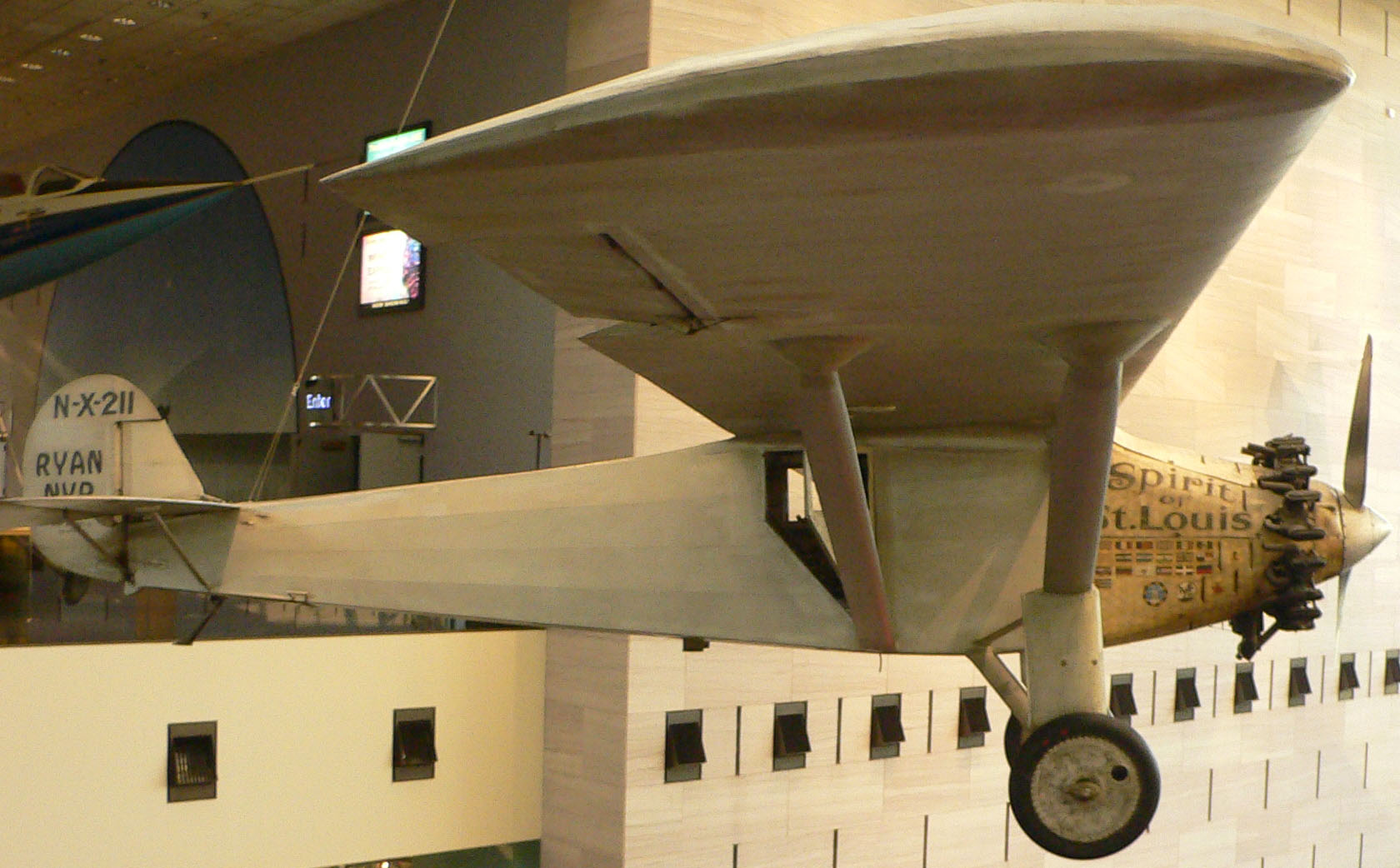
Spirit of St. Louis vystavený v National Air and Space museum ve Washingtonu

Spirit of St. Louis je letoun – hornoplošník, s nímž Charles Lindbergh v květnu roku 1927 přeletěl Atlantik. Letoun původně označený Ryan NYP byl navržen Donaldem Hallem z firmy Ryan Airlines na základě modelu Ryan M-2, byl pojmenován podle města St. Louis, protože se město na jeho stavbě finančně spolupodílelo. Plán přeletu Atlantiku byl také podpořen vidinou získání Orteigovy ceny – 25 000 dolarů, kterou vypsal hoteliér Raymond Orteig v roce 1919.
Hall a zaměstnanci firmy Ryan Airlines společně s Lindberghem pracovali horečně na stavbě letadla. Postavili jej za pouhých 60 dní, s náklady okolo 10 000 tehdejších dolarů. Spěch byl zcela na místě. Na jaře 1927 se totiž více pilotů i skupin chystalo provést transatlantický let a získat pro sebe Orteigovu cenu.
Letoun je dnes vystaven v Národním muzeu letectví a kosmonautiky ve Washingtonu.

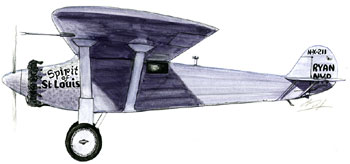
Ilustrační nákres letounu